# Liggende leeuwenbek
De liggende leeuwenbek (Linaria supina) is een eenjarige, soms twee- of meerjarige, kruidachtige plant uit de weegbreefamilie (Plantaginaceae). De liggende leeuwenbek komt van nature voor in Zuidwest-, Zuid- en Midden-Europa en Noord-Afrika. De plant is ingevoerd in Zuid-Zweden. In Nederland is het een zeer zeldzaam voorkomende exoot. In België ingeburgerd, maar zeer zeldzaam.
De  5-30 cm hoge plant heeft liggende tot opstijgende stengels en bloeit van mei tot in september met lichtgele bloemen, die in een beklierde tros zitten. Het gehemelte van de bloem is oranje. De bloemkroon is met de spoor 20-25 mm lang. De vrijwel rechte spoor is 10-15 mm lang. De kelkslippen hebben een stompe top.
De 5-20 mm lange en 1-2 mm brede, verspreid staande, grijsgroene bladeren zijn lijnvormig. De onderste bladeren staan in kransen.
De 3-6,5 mm grote vrucht is een met enkele klierharen bezette doosvrucht, die met spleten openspringt. De donkergekleurde, 1,7-2,8 × 1,5-2,7 mm grote zaden zijn glad.

## Afbeeldingen

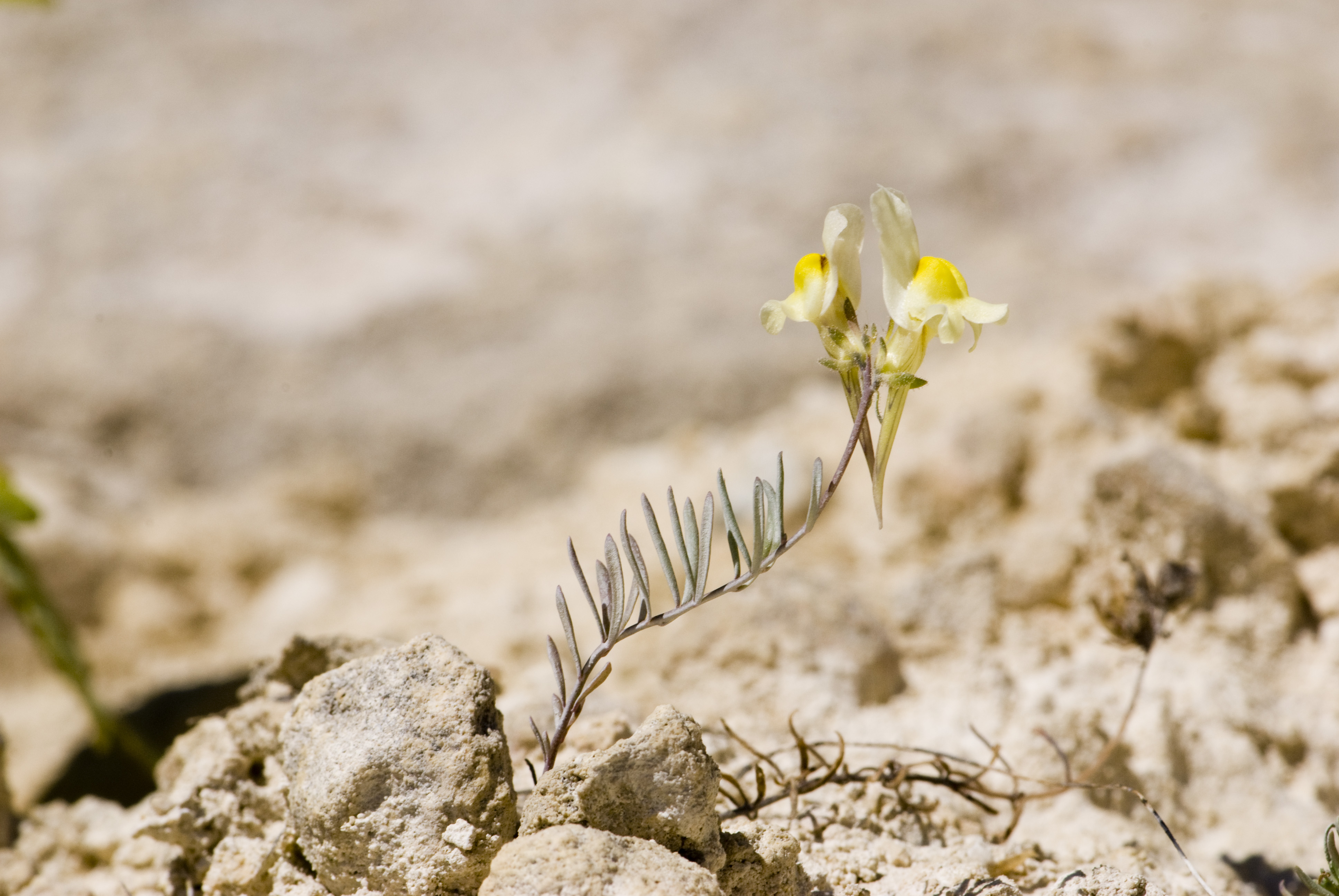
Liggende tot opstijgende stengel met bladeren

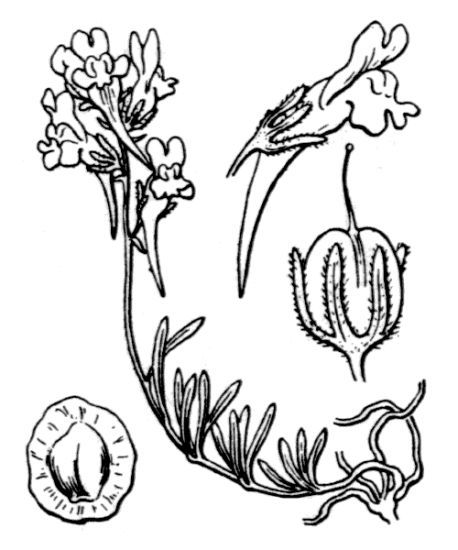
Tekening met bloem, doosvrucht en zaad